# Concerto per pianoforte e orchestra n. 2 (Chopin)
Il Concerto per pianoforte e orchestra n. 2 in Fa minore, op. 21 fu composto da Fryderyk Chopin fra il 1829 e l'inizio del 1830. La composizione fa parte delle opere giovanili dell'autore ed è il primo concerto composto da Chopin anche se reca il n. 2, in quanto pubblicato per secondo rispetto a quello in Mi minore. Fu eseguito per la prima volta il 17 marzo 1830, con il compositore come solista. 

## Storia
Una volta completati gli studi il giovane Chopin si accinse a farsi conoscere come pianista al di fuori dei confini della Polonia. In ambito compositivo aveva già realizzato alcune opere per pianoforte e orchestra fra cui il Krakowiak. Gran Rondò da concerto in Fa maggiore, una Sonata, alcune Polacche e Mazurche. Di ritorno dal suo primo ciclo di concerti a Vienna e a Dresda, dove riscosse grandi successi, il musicista si sentì stimolato a comporre opere nuove per farsi conoscere su scala maggiore.
Il concerto in Fa minore per pianoforte e orchestra fu iniziato nella primavera del 1829 con la stesura del primo movimento; il Larghetto fu terminato nel mese di settembre e il terzo tempo fra la fine dell'anno e l'inizio del 1830. Come scrisse all'amico Tytus, nel comporre il secondo movimento era stato ispirato da una studentessa di canto conosciuta in conservatorio, 
Konstancja Gladkowska: "Ho il mio ideale, una ragazza alla quale sono fedele da sei mesi... ella entra nei miei sogni, è per lei che ho scritto l'adagio del mio Concerto". Deluso poi dalla giovane che lo aveva presto dimenticato, egli dedicò il brano alla sua allieva e amica Delphina Potocka.
Il concerto fu presentato in forma privata a Varsavia in casa Chopin, il 7 febbraio 1830, pubblicamente al Teatro Nazionale il 17 e il 21 marzo con Chopin come solista. Fu un grande successo anche di critica; il giovane compositore ebbe un'affermazione personale come pianista tanto che sul più importante quotidiano di Varsavia, il Kurier Warszawski, si lesse che si era esibito "il Paganini del pianoforte". L'opera fu pubblicata da Breitkopf & Härtel nell'aprile 1836 come secondo perché quando nel 1833 la casa editrice di Parigi Schlesinger si offrì per stampare i due concerti, Chopin non riuscì più a trovare la parte orchestrale di quello in Fa minore. L'editore decise così di pubblicare per primo il Concerto in Mi minore con il numero d'opus 11.

## Struttura e analisi
Il concerto è articolato nei tre movimenti tipici dei concerti strumentali:
- I movimento: Maestoso (Fa minore)
- II movimento: Larghetto (La bemolle maggiore)
- III movimento: Allegro vivace (Fa minore)

Il primo movimento, Maestoso, ha la classica struttura del concerto e presenta un'introduzione dell'orchestra di ampie dimensioni in cui vengono esposti i temi; il pianoforte entra in modo maestoso e ripropone i due temi già anticipati dagli strumenti. La struttura tipica, esposizione, sviluppo e ripresa, non viene seguita da Chopin secondo le regole poiché non propone uno sviluppo in senso stretto, così come non vi è un andamento di contrasto fra i due temi; il primo è di grande respiro ed è esposto su un'ampiezza di cinque ottave, mentre il secondo, più lirico e cantabile, presenta notevoli abbellimenti. In questa sezione il pianoforte ha una parte predominante e passa da una tonalità all'altra con successive modulazioni per arrivare a una breve conclusione.
Il secondo movimento, Larghetto, era un brano molto amato da Schumann e da Liszt che ne fu anche influenzato Il brano, largamente noto e apprezzato, è stato definito "un'opera di bellezza indescrivibile". È diviso in tre sezioni sulla struttura di un notturno con una parte centrale più drammatica che si contrappone alle altre due molto più distese. L'inizio del brano è un vero canto d'amore, tenero ed elegante, che risente molto della vocalità dell'opera italiana. La melodia, arricchita da raffinate fioriture e la mutevole armonia portano "il sigillo del genio". La sezione centrale, sostenuta dal tremolo degli archi e dai toni cupi del pizzicato dei contrabbassi, presenta il pianoforte suonato all'unisono con frasi di intensa passione in un'inconsueta tonalità di La bemolle minore. La ripresa del tema principale, in tono pacato e ancor più abbellito di fioriture, chiude il movimento.
L'ultimo movimento, Allegro vivace, si presenta in forma di Rondò come voleva la tradizione, ma è "un Rondò composto da chi aveva la Mazurca nel sangue", la danza popolare polacca che chiude il concerto in maniera veloce e leggera. Il passaggio annotato con scherzando è caratterizzato dai violini e dalle viole che sono incaricati di suonare col legno, ovvero con il legno dell'archetto. Per il pianoforte, le sezioni finali sono considerate estremamente impegnative sotto il profilo tecnico, nel gioco delle veloci terzine della danza.

## Organico
Pianoforte solista. Orchestra composta da: due flauti, due oboi, due clarinetti, due fagotti, due corni, due trombe, trombone, timpani, archi.

## Orchestrazione
I due concerti di Chopin sono stati nel corso del tempo oggetto di svariate critiche da parte degli studiosi. L'appunto che viene fatto più spesso al compositore è quello di aver data poca importanza alla parte orchestrale che, in effetti, è di consistenza inferiore rispetto a opere similari. Alla base di ciò vi è soprattutto una deformazione professionale da parte dei critici che esprimono giudizi spesso solo su confronti o su modelli accreditati. C'è da dire che l'uso dell'orchestra come accompagnamento allo strumento solista era un uso del tempo, ma non solo, lo fu anche per altri autori; persino Mozart lo utilizzò nel suo Concerto K537 in Re maggiore. Da considerare anche che per Chopin sarebbe stato arduo far conciliare la sua scrittura pianistica, spesso delicata e leggera, con l'orchestra ottocentesca di notevoli dimensioni; non ultimo l'uso del pedale di risonanza, elemento fondamentale delle sue composizioni, sarebbe stato surclassato e reso insignificante dalla potenza orchestrale.
Il giovane Chopin, accingendosi a scrivere il suo primo concerto, forse sentendosi insicuro, chiese più volte consiglio a Józef Elsner, suo professore, che a volte correggeva, ma più spesso approvava l'opera dell'allievo. Successivamente alcuni musicisti, tra cui Carl Tausig e Enrique Granados, ritennero i due concerti acerbi e tentarono, con scarsissimi risultati, di porvi mano riadattandoli e irrobustendoli orchestralmente. Persino Alfred Cortot creò la propria orchestrazione del concerto in Fa minore e la incise con la London Philharmonic Orchestra sotto la direzione di John Barbirolli nel 1935. Ingolf Wunder registrò l'orchestrazione di Cortot con piccoli cambiamenti fatti da lui stesso nel 2015.